# 그렌펠 타워
그렌펠 타워(영어: Grenfell Tower)는 영국 런던 노스켄싱턴에 위치한 24층 건축물이다. 2017년 6월 14일에 대형 화재로 피해가 발생하여, 현재는 철거가 확정되었다.